# ناوتاكا تاكيد
ناوتاكا تاكيد (باليابانية: 武田 直隆) (13 يوليو 1978 في شيزوكا في اليابان – )؛ هو لاعب كرة قدم ياباني سابق كان يلعب كمدافع.

## وصلات خارجية
- ناوتاكا تاكيد على موقع رابطة كرة القدم اليابانية للمحترفين (اليابانية)